# Vissarion Sjebalin
Vissarion Jakovlevitj Sjebalin (russisk: Виссарио́н Я́ковлевич Шебали́н, tr. Vissarión Jákovlevitj Sjebalín; født 11. juni 1902 i Omsk, Akmolinsk oblast, Sibirien (nu Omsk oblast), Det Russiske Kejserrige, død 28. maj 1963 i Moskva, Sovjetunionen) var en sovjetisk komponist og professor.
Sjebalin studerede på Moskva musikkonservatorium under Reinhold Gliere og Nikolaj Mjaskovskij.
Han blev senere professor på Moskvas Konservatorium, og blandt hans elever var bl.a. Tikhon Khrennikov, Sergej Slonimskij og Edison Denisov. Han var nær ven med Dmitrij Sjostakovitj.
Han har komponeret 5 symfonier, en dramatisk symfoni (for sangsolist, kor og orkester), operaer, strygekvartetter og musik til film.
Sjebalin var en intellektuel seriøs komponist i stil med sin lærer Mjaskovskij.

## Udvalgte værker
- Symfoni nr. 1 (1925) - for orkester
- Symfoni nr. 2 (1929) - for orkester
- Symfoni nr. 3 (1934-1935) - for orkester
- Symfoni nr. 4 "Heltene fra Perekop" (1935- rev. 1961) - for orkester
- Symfoni nr. 5 (1962) - for orkester
- Dramatisk Symfoni "Lenin" (1931 rev. 1959) - for fortæller, sangsolister, kor og orkester
- Sinfonietta "Over russiske folkesange" (1949-1951) - for orkester
- Violinkoncert (1936-1940, rev. 1959) - for violin og orkester
- 9 Strygekvartetter (1923-1963)
- "Solen over steppen" (1939-1959) - opera
- "Den tæmmede skribent" (1946-1956) - opera

1. ↑  Navnet er anført på engelsk og stammer fra Wikidata hvor navnet endnu ikke findes på dansk.